# پرکنکو
پرکنکو (به اسپانیایی: Perquenco) یک شهرستان در شیلی است که در استان کاتین واقع شده‌است. پرکنکو ۳۳۰٫۷ کیلومتر مربع مساحت و ۶٬۵۳۰ نفر جمعیت دارد و ۲۷۸ متر بالاتر از سطح دریا واقع شده‌است.